# Kayalpattinam
Kayalpattinam (ook wel Kayalpatnam genoemd en vaak afgekort tot Kayal) is een panchayatdorp in het district Thoothukudi van de Indiase staat Tamil Nadu. 

## Demografie
Volgens de Indiase volkstelling van 2001 wonen er 32.672 mensen in Kayalpattinam, waarvan 46% mannelijk en 54% vrouwelijk is. De plaats heeft een alfabetiseringsgraad van 79%. 